# Músculo elevador del párpado superior
El músculo elevador del párpado superior es un músculo voluntario que está situado en el interior de la órbita y cumple la función de elevar el párpado superior, como indica su nombre.

## Descripción
Se inserta en la parte superior o techo de la órbita, desde donde se dirige hacia delante, para terminar en la piel del párpado superior. Cuando se contrae produce la elevación de dicho párpado. Esta acción es contrarrestada por el músculo orbicular de los párpados.
Está inervado por la rama superior del nervio oculomotor.

## Músculo orbitario
En el párpado superior existe también un pequeño músculo de fibra lisa que se llama músculo orbitario, músculo de Müller o músculo tarsal superior, el cual tiene una acción sinérgica con el músculo elevador del párpado. El músculo orbitario está inervado por el sistema nervioso simpático. Si se lesionan las fibras simpáticas que lo controlan, se produce una caída parcial e involuntaria del párpado, como ocurre en el síndrome de Claude Bernard-Horner. Para algunos autores, el músculo orbitario forma parte del músculo elevador del párpado. La Terminología Anatómica lo recoge por separado con el código A15.2.07.009 (musculus orbitalis).